# رابطة دلتا

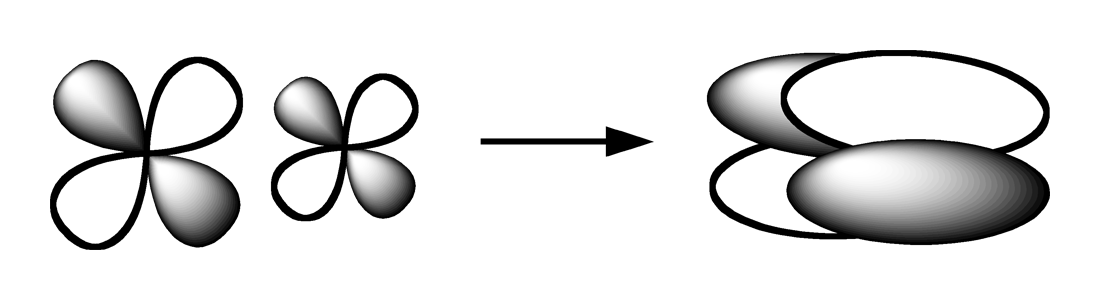
تشكل رابطة دلتا من تداخل مدارات d.

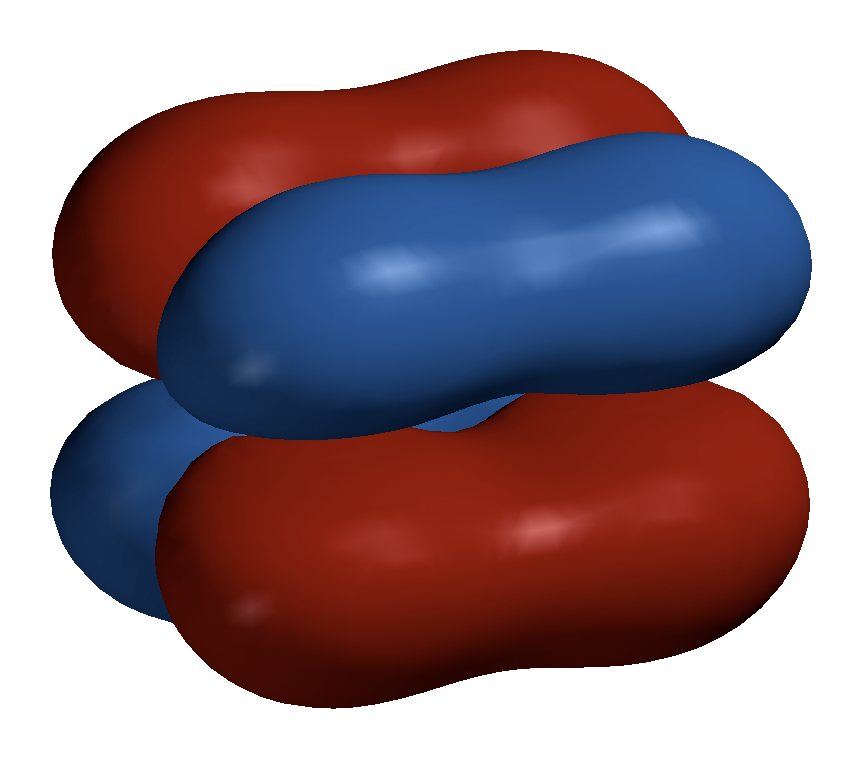
نموذج ثلاثي الأبعاد لرابطة دلتا.

الرابطة دلتا في الكيمياء (يرمز لها δ)، هي رابطة كيميائية تساهمية تنشأ من تداخل أربعة فصوص من مدار ذري لذرة مع أربعة فصوص من مدار ذري لذرة أخرى. يؤدي هذا التداخل إلى تشكل مدار جزيئي رابط مع وجود مستويين عقديين، واللذان يتضمنان محور يمر من الذرتين المشتركتين في الرابطة.
يشبر الحرف الإغريقي δ إلى مدارات d الذرية، إذ أن التناظر المداري للرابطة دلتا يلاحظ أيضاً في تلك المدارات. إن هذا النوع من الروابط يلاحظ في الذرات التي لديها مدارات d المشغولة وذات الطاقة المنخفضة بشكل كاف لتشارك في تشكيل الرابطة التساهمية كالمعقدات التناسقية للفلزات الانتقالية مثل مركبات الرينيوم والموليبدنوم والكروم ذات الرابطة الرباعية، والتي تتألف من رابطة سيغما واحدة ومن رابطتي باي ومن رابطة دلتا واحدة. يختلف التناظر المداري للرابطة دلتا عن مدارات رابطة باي المضادة للترابط، والذي لديه مستوي عقدي يحوي المحور بين الذري، ومستوي عقدي ثاني عمودي على ذلك المحور.
كان روبرت موليكن أول من قدم فكرة الرابطة دلتا وذلك سنة 1931، في حين أن اكتشاف أول مركب كيميائي يحوي تلك الرابطة كان ثماني كلورو ثنائي رينات البوتاسيوم K2Re2Cl8. من الأمثلة الأخرى أيون
2−[Re2Cl8]، والذي شرح فيه فرانك ألبرت كوتن سنة 1965 وجود الرابطة دلتا.